# فيكتور مانويل باوت
فيكتور مانويل باوت (بالإسبانية: Víctor Manuel Baute)‏ (مواليد 23 مارس 1972) هو ملاكم إسباني، مثّل بلاده في الألعاب الأولمبية الصيفية 1992.

## روابط خارجية
فيكتور مانويل باوت على موقع أوليمبيديا (الإنجليزية)